# Blue Ball (Pennsylvanie)
Blue Ball est une census-designated place située dans le comté de Lancaster, dans l’État de Pennsylvanie, aux États-Unis. Lors du recensement de 2020, elle compte 1 084 habitants.